# Norse Peak Wilderness
Die Norse Peak Wilderness ist ein über zweihundert Quadratkilometer großes Wildnisgebiet im Zentralteil des US-Bundesstaates Washington. Es schützt einen Teil des Kaskadengebirges nördlich des Chinook Pass (Washington State Route 410), südlich des Naches Pass (Naches Trail) und östlich des Mount Rainier National Park. Im Süden wird es von der William O. Douglas Wilderness begrenzt. Das Gebiet ist nach einem herausragenden Gipfel benannt, der das Crystal Mountain Ski Area überragt. In etwa dreieckig, hat es etwa sechzehn Kilometer Durchmesser und ist nicht von Straßen durchschnitten. Die nächstgelegene Stadt ist Tacoma.

## Geschichte
Die Norse Peak Wilderness wurde 1984 durch die Washington State Wilderness Bill unter Schutz gestellt und wird vom Mount Baker-Snoqualmie National Forest verwaltet. Zwischen 1890 und 1950 wurde das Gebiet durch Hausschafe überweidet. Das Gebiet südlich der Norse Peak Wilderness im Einzugsgebiet des Morse Creek war einst als Summit Mining District bekannt und war zwischen 1885 und 1920 für Bergbauaktivitäten beliebt. Der Gehalt an Goldseifen in dem Gebiet war gering, aber historische Berichte über diese frühen Bergbauaktivitäten sind immer noch bedeutsam.

## Geographische Besonderheiten
Die Norse Peak Wilderness ist durch bewaldete Hänge und herausragende Vulkangipfel gekennzeichnet. Die vorhandenen Flüssen strömen durch enge Täler zu den tiefer gelegenen Wiesen. Zur Topographie gehören offene parkartige Becken in höheren Lagen. Die Höhen reichen von 900 Metern am Greenwater River im Norden bis auf 2090 Meter am Norse Peak im Westen und 2100 Meter am Fifes Peaks, dem markanten Rest eines Vulkankegels im Osten. Der Ostteil des Gebietes wird durch die Zuflüsse des Naches River entwässert.
Der Pacific Crest National Scenic Trail folgt in der Norse Peak Wilderness strikt dem Kamm der Kaskadenkette. Der historische Naches Pass Trail verläuft östlich und westlich gerade außerhalb der nördlichen Grenze des Schutzgebietes. Mehrere weitere Wege bieten Zugang zu anderen Bereichen des Gebietes.

## Ökologie
Das Wildnisgebiet bietet Lebensräume für Hirsche und Wapitis; eine Herde Schneeziegen besiedelt die alpinen Lagen. Im Gebiet sind auch Pumas, Kojoten und Amerikanische Schwarzbären zu Hause. Unbestätigten Berichten zufolge sollen auch Wölfe im Gebiet leben.
Gewöhnliche Douglasie, Riesen-Lebensbaum und Kiefern bilden die Waldbestände. Der Unterwuchs der Wälder ist dicht und artenreich. Auch die Wiesen sind sehr artenreich.